# Олеховский, Анджей
Анджей Мариан Олеховский (пол. Andrzej Marian Olechowski; род. 9 сентября 1947, Краков) — политический деятель Польши. Анджей Олеховский политик из числа умеренно правых сторонников Леха Валенсы.

## Биография

### Политическая карьера
Министр финансов (1992) и министр иностранных дел (1993—1995) Польши. Участвовал в президентских выборах 2000 года, набрал 17 % голосов и занял второе место. Кандидат от демократов на президентских выборах 2010 года. Один из основателей и лидеров партии «Гражданская платформа» (впоследствии вышел из партии).
Был в коммунистической Польше тайным агентом внешней разведки. Анджей Олеховский входит в руководство многих международных корпораций, например таких как «Goldman Sachs» и «Citibank».